# Classe Guépard
Classe Guépard è una classe di cacciatorpediniere francesi, del 1927, formata da sei navi (Guépard (1929), Valmy (1930), Verdun (1930), Vauban (1931), Lion (1931) e Bison (1930)) con una potenza propulsiva di ben 64.000 hp e una potenza e stazza al di sopra della norma. Suscitarono la realizzazione della Classe Navigatori italiani.

Questi cacciatorpediniere furono resi operativi nel 1929; in particolare, furono utilizzate nell'Atlantico e poi nel Mediterraneo dove parteciparono il 14 giugno del 1940 al bombardamento di Genova.
Nel Medio Oriente, il Guépard fu utilizzato nell'azione britannica in Siria.
I cannoni erano 5 da 130mm, di un modello migliorato rispetto al precedente, specie nella cadenza di tiro.
Due navi della classe, il Lion ed il Tigre, vennero catturate in condizioni relativamente buone dopo l'autoaffondamento di Tolone, e gli italiani le reimmisero in servizio nella Regia Marina per breve tempo come trasporti veloci per truppe (con il nome di FR 22 e FR 21), rimuovendo i siluri e aumentando le mitragliere da 20 e 37mm antiaeree.
L'impiego delle navi della Classe Guépard non fu molto brillante: il Bison fu affondato durante un'operazione in Norvegia il 3 maggio 1940 dall'aviazione tedesca. Anche il Guépard fu affondato nella rada di Tolone l'11 marzo 1944 da un raid alleato. Le altre 4 cacciatorpediniere, dopo aver prestato servizio nel Mediterraneo, furono rimpatriate a Tolone il 27 novembre 1942.